# Abjat-sur-Bandiat
Abjat-sur-Bandiat – miejscowość i gmina we Francji, w regionie Nowa Akwitania, w departamencie Dordogne.
Według danych na rok 1990 gminę zamieszkiwały 693 osoby, a gęstość zaludnienia wynosiła 25 osób/km² (wśród 2290 gmin Akwitanii Abjat-sur-Bandiat plasuje się na 583. miejscu pod względem liczby ludności, natomiast pod względem powierzchni na miejscu 321.).